# جيمس إل. فلانغن
جيمس إل. فلانغن (بالإنجليزية: James L. Flanagan)‏ هو أستاذ جامعي أمريكي، ولد في 26 أغسطس 1925 في غرينوود في الولايات المتحدة، وتوفي في 25 أغسطس 2015 في Warren Township, New Jersey ‏ في الولايات المتحدة.